# شياتسو
شياتسو (Shiatsu) (/ʃiˈæts-, -ˈɑːtsuː/ shee-AT--,_--AHT-soo; 指圧) هو شكل من أشكال هيكل السيارة الياباني يعتمد على مفاهيم في الطب الصيني التقليدي مثل استخدام خطوط الطول في تشي، شياتسو مشتق من طريقة تدليك يابانية تسمى أنما، لا يوجد دليل جيد على أن شياتسو علاج طبي فعال.

## وصف
في اللغة اليابانية، تعني كلمة شياتسو «ضغط الإصبع» تشمل تقنيات شياتسو التدليك بالأصابع والإبهام والقدمين والنخيل، العلاج بالابر، وتمتد بمساعدة، والتلاعب والتعبئة المشتركة. لفحص المريض، يستخدم ممارس شياتسو الجس وأحيانًا تشخيص النبض.
تُعرِّف وزارة الصحة اليابانية شياتسو بأنه "شكل من أشكال التلاعب بالإبهام والأصابع والنخيل دون استخدام أدوات ميكانيكية أو غير ذلك، للضغط على جلد الإنسان لتصحيح الأعطال الداخلية، وتعزيز الصحة والحفاظ عليها، وعلاج أمراض معينة. تشتمل الأساليب المستخدمة في شياتسو على التمدد والإمساك، والأكثر شيوعًا، إمالة وزن الجسم إلى نقاط مختلفة على طول القنوات الرئيسية.

## فعالية
لا يوجد دليل على أن شياتسو له أي فائدة في علاج السرطان أو أي مرض آخر، على الرغم من أن بعض الأدلة الضعيفة تشير إلى أنه قد يساعد الناس على الشعور بمزيد من الاسترخاء. في عام 2015، نشرت وزارة الصحة التابعة للحكومة الأسترالية نتائج مراجعة العلاجات البديلة التي سعت إلى تحديد ما إذا كان أي منها مناسبًا للتأمين الصحي، كان شياتسو واحدًا من 17 علاجًا تم تقييمها ولم يتم العثور على دليل واضح على فعاليتها.
لا تشي ولا خطوط الطول موجودة.

## تاريخ

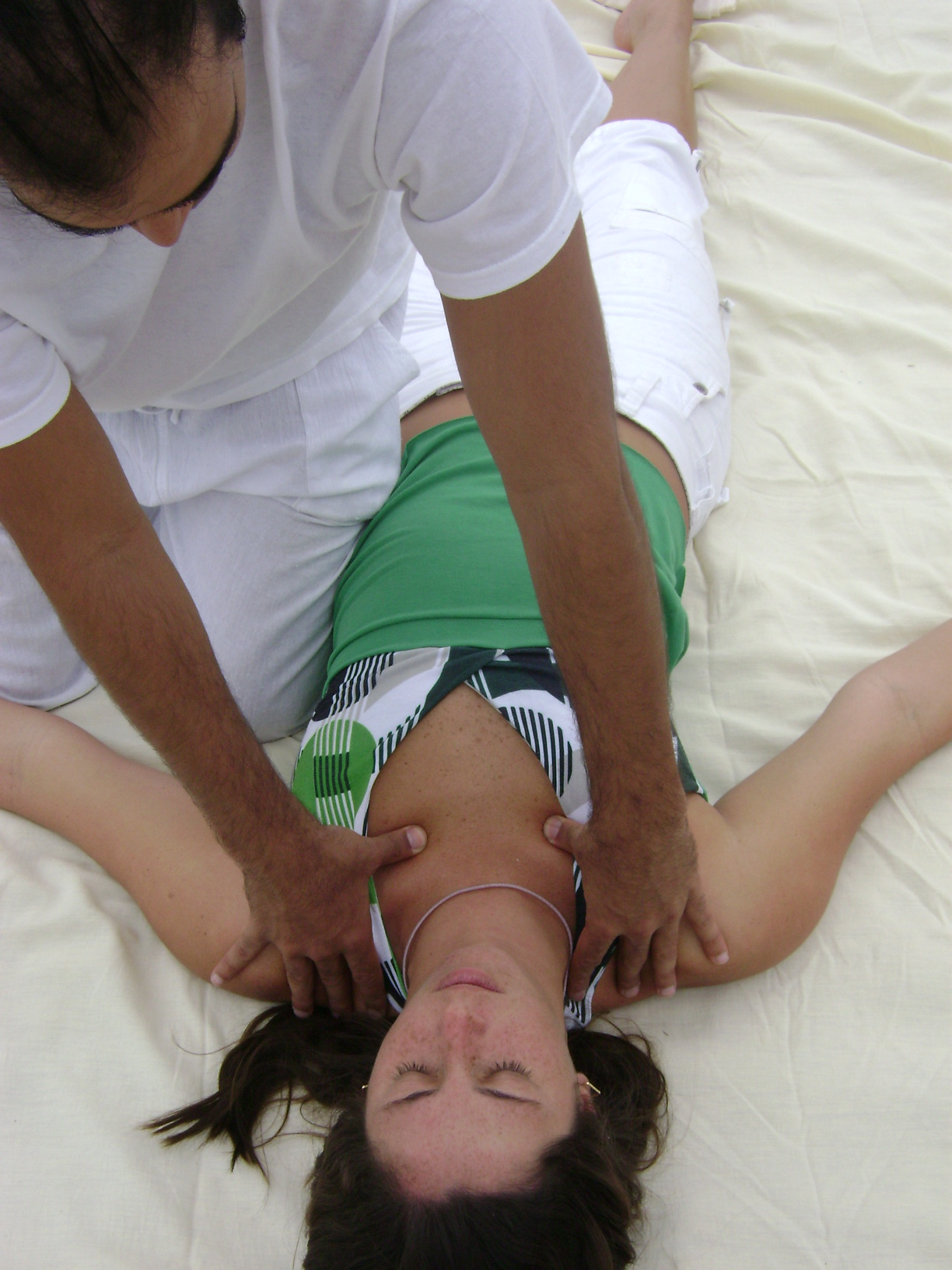
شياتسو

تطورت شياتسو من أنما، وهو أسلوب تدليك ياباني طور في عام 1320 بواسطة أكاشي كان إيتشي. اشتهرت أنما في القرن السابع عشر من قبل أخصائي الوخز بالإبر سوجياما وايتشي، وفي نفس الوقت تقريبًا ظهرت الكتب الأولى حول هذا الموضوع، بما في ذلك أنما تيبيكي لفوجيباياشي ريوهاكو («دليل أنما»).
حملت مدرسة فوجيباياشي الأنما إلى العصر الحديث. قبل ظهور شياتسو في اليابان، كان المدلكون في الغالب من البدو، ويكسبون أماكنهم في قدرات التدليك المتنقلة، ويدفعون عمولات لمحليهم.
منذ عهد سوجياما، ارتبط التدليك في اليابان بقوة بالمكفوفين. سوجياما أعمى نفسه، وأنشأ عددًا من كليات الطب للمكفوفين التي علمت هذه الممارسة. خلال فترة توكوغاوا، صدرت المراسيم التي جعلت ممارسة الأنما حكراً على المكفوفين فقط ومنعت من ممارسة الفن. ونتيجة لذلك أصبحت «الأنما العمياء» مجازًا شائعًا في الثقافة اليابانية. استمر هذا في العصر الحديث، مع استمرار نسبة كبيرة من المجتمع الياباني للمكفوفين في العمل في هذه المهنة.
طور جس البطن كتقنية تشخيصية يابانية بواسطة شينساي أوتا في القرن السابع عشر.
أثناء احتلال الحلفاء لليابان بعد الحرب العالمية الثانية، حظرت ممارسات الطب التقليدي (إلى جانب جوانب أخرى من الثقافة اليابانية التقليدية) من قبل الجنرال ماك آرثر. منع الحظر نسبة كبيرة من مجتمع المكفوفين في اليابان من كسب لقمة العيش. طالب العديد من اليابانيين بإلغاء هذا الحظر. بالإضافة إلى ذلك، توسطت الكاتبة والمدافعة عن حقوق المكفوفين هيلين كيلر، عند إطلاعها على الحظر، لدى حكومة الولايات المتحدة بناءً على طلبها تم إلغاء الحظر.
أسس توكوجيرو ناميكوشي (1905-2000) كليته في شياتسو في الأربعينيات من القرن الماضي وكان إرثه اعتراف الدولة بشياتسو كطريقة مستقلة للعلاج في اليابان. غالبًا ما يُنسب إليه اختراع شياتسو الحديث. ومع ذلك، كان مصطلح شياتسو مستخدمًا بالفعل في عام 1919، عندما نشر تاماي تيمباكو كتابًا يسمى شياتسو هو («طريقة ضغط الإصبع»). أيضًا قبل نظام ناميكوشي، في عام 1925 تم تأسيس جمعية المعالجين الشياتسو بهدف إبعاد شياتسو عن تدليك أنما.
درست مدرسة ناميكوشي شياتسو في إطار العلوم الطبية الغربية. أعاد الطالب والمعلم في مدرسة ناميكوشي، شيزوتو ماسوناجا، شياتسو إلى الطب الشرقي التقليدي والإطار الفلسفي. نشأ ماسوناجا في عائلة من ممارسي الشياتسو، حيث درست والدته مع تاماي تيمباكو. أسس زين شياتسو ومدرسة مركز إوكاي شياتسو. طالب آخر في ناميكوشي، أسس هيروشي نوزاكي هيرون شياتسو، وهي تقنية شاملة من شياتسو تستخدم تقنيات بديهية ونهجًا روحيًا للشفاء يحدد طرقًا لكيفية تحمل المسؤولية عن حياة صحية وسعيدة في أيدي الممارس. تمارس بشكل رئيسي في سويسرا وفرنسا وإيطاليا حيث افتتح مؤسسها العديد من المدارس.

## العلاج بال (شياتسو)
يقوم المعالج بالضغط على نقاط محددة من جسم المريض بهدف استحثاث الطاقة وتسهيل سريانها في مساراتها المزعومة [19]. كما يُقسَّم الجسم البشري إلى ثلاثة مراكز أساسية: مركز الرأس، ومركز القلب، ومركز البطن. كل من هذه المراكز يرتبط بـ (شاكرات) محددة. ومن أجل أن ينعم الإنسان بصحة جيدة فإنه لا بد أن تكون الطاقة موزعة بين المراكز الثلاث بالتساوي. ويهتم الـ (شياتسو) بمركز البطن بشكل خاص حيث يشجع على التنفس عن طريق تمدد منطقة البطن وذلك من أجل إدخال الهواء إلى منطقة الـ (هارا) [20] مصحوبا بالطاقة الحيوية (تشي) [21].
أما الحركات المستخدمة في الـ (شياتسو) فهي مصنفة وفقا للـ (ين يانغ)، فعلى سبيل المثال يعتبر الصعود (ين) والنـزول (يانغ)، والبطء (ين) والسرعة (يانغ) إلى غير ذلك من الحركات [22].
وغالبا ما يقرن مع الـ (شياتسو) نظام غذائي (ماكروبايوتكي) وبعض تمارين الاسترخاء المنبثقة من الفلسفة ذاتها والتي تسعى إلى تنشيط الطاقة وتوازن الـ (ين والـ (يانغ).
ويفترض أن الـ (شياتسو) يعمل على تحسين الحالات التالية:
1-   الأرق والقلق والإرهاق
2-   الصداع وآلام الظهر
3-   المشاكل الهضمية ومشاكل الوزن
4-   ارتفاع ضغط الدم وضعف دورانه [23]، وغيرها.
وفي حال عدم انتفاع المريض بهذه الطريقة العلاجية، يُرجع السبب إلى انقطاع الاتصال بينه وبين جسده، فهو لا يعلم أن ثمة خللا ما إلا عندما يحس بالألم. أو بسبب زيادة وزنه، حيث تشكل الشحوم حاجزا يحول دون دوران الطاقة (!) [24]. ولم يثبت في الدراسات الحديثة أن للـ (شياتسو) أو أي من التطبيقات المشابهة أثر يفوق التأثير الحاصل بأي نوع من أنواع التدليك الاعتيادية.

## أنواع الـ (شياتسو)
يوجد نوعان فرعيان للـ (شياتسو)، يقومان على المبادئ نفسها مع الاختلاف في التطبيق:
1-    (زن شياتسو) (Zen Shiatsu): وهي نابعة عن بوذية (زن) اليابانية. تشمل تمارين شاقة وطويلة، ويستخدم فيها الضغط الثقيل على النقاط العلاجية. كما يضاف إليها بعض تمارين التمدد الشبيهة بتمارين الـ (يوغا).
2-    (شياتسو) القدم: وتستخدم فيه الأقدام الحافية للضغط على النقاط المحددة للعلاج وتنشيط الطاقة [25].
لا شك أن الضغط على مناطق متفرقة من الجسم أو تدليكها يعد طبا شعبيا شائعا ومنتشرا في شتى أنحاء العالم، بما فيه العالم العربي والإسلامي، وله فوائد محسوسة في تخفيف الألم وتحقيق الاسترخاء، لكن في الـ (شياتسو) الأمر مختلف جدا -وإن توافقت النتائج -حيث يعتمد على فلسفة إلحادية خطيرة تخرجه من حيز الطب الشعبي إلى حيز الخطر العقدي.